# فوسفورين
الفوسفورين هو مركب فوسفور عضوي صيغته C5H5P ويوجد على شكل سائل عديم اللون.
يعد المركب من المركبات الحلقية غير المتجانسة، وهو مشابه بنيوي للبيريدين. تدعى مشتقات هذا المركب باسم الفوسفورينات.

## التحضير
حضرت مشتقات الفوسفورين قبل الحصول على المركب الأم وذلك سنة 1966 من تفاعل ملح البايريليوم الموافق مع مشتقات الفوسفانات الكحولية:
أما المركب الأم غير المستبدل فاستحصل عليه أول مرة سنة 1971؛
كما جرى التحضير انطلاقاً من تفاعل فتح الحلقة في الفوسفولات.

## الخواص
يوجد المركب في الشروط القياسية على شكل سائل زيتي عديم اللون، والمركب الأم حساس تجاه الهواء، إلا أن المشتقات من الفوسفورينات مستقرة بالعادة.
للمركب خواص عطرية؛ ويبلغ طول الرابطة P-C في المركب 173 بيكومتر، أما الرابطة C-C فطولها متفاوت وتتراوح وسطياً حول 140 بيكومتر.

الفوسفورين بالإضافة إلى مشابهاته البنوية.

## الاستخدمات
يستخدم المركب ربيطةً في تفاعلات الكيمياء العضوية الفلزية.